# Parijs-Tours 1960
Parijs-Tours 1960 ofwel, de 54ste editie  werd verreden op zondag 2 oktober 1960. De wedstrijd had een lengte van 267,5 kilometer, startte in Parijs en eindigde in Tours.
De Nederlander Jo de Haan won de wedstrijd. Het was de grootste zege in de carrière van De Haan.
Deze wedstrijd was onderdeel van de Super Prestige Pernod.

## Uitslag
| Plaats  | Naam              | Ploeg                   | Tijd     |
| ------- | ----------------- | ----------------------- | -------- |
| Winnaar | Jo de Haan        | Saint-Raphael-Geminiani | 6u41'14" |
| 2       | Michel Stolker    | Helyett - Leroux        | + 0'02"  |
| 3       | Luis Otaño        | Saint-Raphaël-Géminiani | + 0'27"  |
| 4       | Edgard Sorgeloos  | Faema                   | z.t.     |
| 5       | Norbert Kerckhove | Faema                   | z.t.     |
| 6       | Ercole Baldini    | Ignis                   | z.t.     |
| 7       | Raymond Poulidor  | Mercier-BP-Hutchinson   | z.t.     |
| 8       | Jean Forestier    | Helyett-Fynsec-Leroux   | z.t.     |
| 9       | Nino Defilippis   | Carpano                 | z.t.     |
| 10      | Jos Planckaert    | Wiel's-Flandria         | z.t.     |

1896 · 
1897 · 
1898 · 
1899 · 
1900 · 
1901 · 
1902 · 
1903 · 
1904 · 
1905 · 
1906 · 
1907 · 
1908 · 
1909 · 
1910 · 
1911 · 
1912 · 
1913 · 
1914 · 
1915 · 
1916 · 
1917 · 
1918 · 
1919 · 
1920 · 
1921 · 
1922 · 
1923 · 
1924 · 
1925 · 
1926 · 
1927 · 
1928 · 
1929 · 
1930 · 
1931 · 
1932 · 
1933 · 
1934 · 
1935 · 
1936 · 
1937 · 
1938 · 
1939 · 
1940 · 
1941 · 
1942 · 
1943 · 
1944 · 
1945 · 
1946 · 
1947 · 
1948 · 
1949 · 
1950 · 
1951 · 
1952 · 
1953 · 
1954 · 
1955 · 
1956 · 
1957 · 
1958 · 
1959 · 
1960 · 
1961 · 
1962 · 
1963 · 
1964 · 
1965 · 
1966 · 
1967 · 
1968 · 
1969 · 
1970 · 
1971 · 
1972 · 
1973 · 
1974 · 
1975 · 
1976 · 
1977 · 
1978 · 
1979 · 
1980 · 
1981 · 
1982 · 
1983 · 
1984 · 
1985 · 
1986 · 
1987 · 
1988 · 
1989 · 
1990 · 
1991 · 
1992 · 
1993 · 
1994 · 
1995 · 
1996 · 
1997 · 
1998 · 
1999 · 
2000 · 
2001 · 
2002 · 
2003 · 
2004 · 
2005 · 
2006 · 
2007 · 
2008 · 
2009 · 
2010 · 
2011 · 
2012 · 
2013 · 
2014 · 
2015 · 
2016 · 
2017 · 
2018 · 
2019 ·
2020 ·
2021 ·
2022 ·
2023 ·
2024 ·
2025